# Плетвар
 Тази статия е за селото в Северна Македония.  За едноименния проход, вижте Плетвар (проход).  
Плетвар (на македонска литературна норма: Плетвар) е село в Община Прилеп, Северна Македония.

## География
Селото е разположено в прохода Плетвар, който разделя планините Дрен и Бабуна и свързва Пелагония и град Прилеп с Раец и Тиквешията Бабуна планина, източно от общинския център Прилеп.
Край селото се намират находища от бял мрамор.

## История
В XIX век Плетвар е изцяло българско село в Прилепска кааза на Османската империя. Според Георги Трайчев училище в селото функционира от 1846 година. Църквата „Св. св. Козма и Дамян“ е от 1862 година. В „Етнография на вилаетите Адрианопол, Монастир и Салоника“, издадена в Константинопол в 1878 година и отразяваща статистиката на населението от 1873 година, Плетвар (Plétvar) е посочено като село с 46 домакинства и 208 жители българи.
Според статистиката на Васил Кънчов („Македония. Етнография и статистика“) от 1900 година Плетваръ има 472 жители, всички българи християни.
На Етнографската карта на Битолския вилает на Картографския институт в София от 1901 година Плетвар е чисто българско село в Прилепската каза на Битолския санджак с 68 къщи.
В началото на XX век българското население на селото е под върховенството на Българската екзархия. В 1902 година в селото е издигната нова училищна сграда. По данни на секретаря на екзархията Димитър Мишев („La Macédoine et sa Population Chrétienne“) през 1905 година в Плетвар има 456 българи екзархисти и работи българско училище.
При избухването на Балканската война в 1912 година 10 души от селото са доброволци в Македоно-одринското опълчение.
По време на българското управление във Вардарска Македония в годините на Втората световна война, Никола А. Кантарджиев от Прилеп е български кмет на Плетвар от 4 октомври 1941 година до 3 септември 1942 година. След това кметове са Янко Хр. Янков от Свищов (1 април 1943 – 26 април 1944) и Йордан Д. Варошлиев от Прилеп (26 април 1944 – 9 септември 1944).
Според преброяването от 2002 година селото има 22 жители, от които 21 северномакедонци и един сърбин.

## Личности
Родени в Плетвар
- Димко Кочовски (? – 1907), български революционер от ВМОРО
- Димо Ладов, български революционер от ВМОРО, четник на Петър Ацев[12]
- Нане Кузманов, български опълченец, ІI опълченска дружина, убит[13]
- Никола Паймаков (1888 – 1973), български революционер и емигрантски деец в САЩ

Починали в Плетвар
- Борка Талески (1921 – 1942), югославски партизанин и деец на НОВМ

Други
- Шавкулови, голям български род от Плетвар
- Константин Поменов (1850 – 1913), български политик, министър, чийто род произхожда от Плетвар[1]